# Montgardin
Montgardin település Franciaországban, Hautes-Alpes megyében. Lakosainak száma 481 fő (2022. január 1.). Montgardin Avançon, La Bâtie-Neuve, Chorges és Espinasses községekkel határos.

## Népesség
A település népességének változása:
| Lakosok száma | 182  | 249  | 304  | 403  | 459  | 462  | 464  | 457  | 465  | 481  |
|               | 1968 | 1982 | 1990 | 2006 | 2013 | 2015 | 2017 | 2019 | 2020 | 2022 |